# Xylopia ekmanii
Xylopia ekmanii är en kirimojaväxtart som beskrevs av Robert Elias Fries. Xylopia ekmanii ingår i släktet Xylopia och familjen kirimojaväxter. IUCN kategoriserar arten globalt som sårbar. Inga underarter finns listade i Catalogue of Life.